# Рейлинг

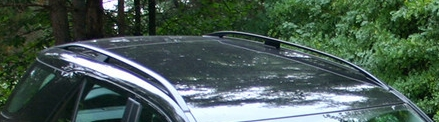
Рейлинги автомобиля на крыше.

Ре́йлинги (англ. railing — перила) — детали автомобиля, выполняемые в форме реек.
Автомобильные рейлинги устанавливаются на крыше автомобилей (по бокам вдоль кузова) и предназначены для перевозки грузов. Некоторые типы багажа можно закрепить прямо на рейлинги, однако в большинстве случаев на рейлинги устанавливаются поперечные дуги, на которые уже крепится груз. Для улучшения аэродинамики, а также сохранения чистоты перевозимого груза на рейлинги или поперечные дуги можно установить аэробокс, который также часто называют «багажник на крышу». На рейлинги также можно установить автопалатку.
Пороги для автомобилей также часто изготавливают из автомобильных рейлингов.
Зачастую можно встретить и неверные написания слова «рейлинг» — «реллинг» или «релинг».
Багажники на крыше увеличивают сопротивление воздуха, а также багажники на крыше увеличивают общий расход топлива примерно на 1%. Из-за повышенного сопротивления ветра багажники на крыше могут добавить шума на шоссе. Установка багажника на крыше назад может уменьшить сопротивление воздуха.
Рейлинг состоит, как правило, из нескольких частей. В классическом варианте рейлинг состоит из: основной трубы, держателей, с обеих сторон трубы, заглушек, которые вставляются в обе стороны трубы.